# هم‌نشری وب

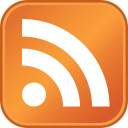
نقشک معمول برای خوراک وب.

هم‌نشری وب (به انگلیسی: Web syndication) نوعی هم‌نشری است که در آن دسترسی یافتن به محتوا، از یک وبگاه به سایت‌های دیگر انجام می‌پذیرد. قابل ذکر است که به صورت معمول، وبگاهها به منظور ارائهٔ «محتوای به تازگی اضافه شدهٔ آن وبگاه» به صورت خلاصه یا کامل، سودمند و مفید می‌باشند. «هم‌نشری وب» می‌تواند انواع دیگر محتوا، که مجوز استفادهٔ مجدد دارند، را نیز توصیف کند.

## قالب پرونده برای هم‌نشری وب
اگر چه قالب (فرمت) می‌تواند هر موضوع قابل انتقال روی پروتکل HTTP (مثل HTML یا جاوا اسکریپت) باشد، این قالب معمولاً XML می‌باشد. قالب‌های هم‌نشری وب شامل RSS، Atom، و خوراک JSON می‌باشد.

## انگیزه و مزایا
- برای سایت‌های عضو شده
  - برای سایت‌های عضو شده، هم‌نشری یک راه مؤثر برای اضافه کردن عمق و فوریت بیشتر اطلاعات به صفحات شان می‌باشد، و این باعث جذابیت بیشتر برای کاربران می‌شود.
- برای سایت ارائه دهنده
  - برای سایت ارائه دهنده، هم‌نشری ارائه و نمایش محتوا را افزایش می‌دهد. این موضوع باعث ترافیک جدیدی برای سایت ارائه دهنده می‌شود - و این باعث می‌شود تا هم‌نشری یک نوع تبلیغی ساده، و نسبتاً ارزان، یا حتی رایگان باشد.
- برای بهینه‌سازی موتور جستجو
  - امروزه بهینه‌سازی موتور جستجو یک موضوع مهم در بین مالکان وبگاه و بازاریابان برخط تبدیل شده‌است، و همنشری محتوا به یک فن مؤثر برای ساخت پیوند (لینک) تبدیل شده‌است. پیوندهای جاسازی شده در محتوای همنشری معمولاً در بین عناصر لنگر (anchor) بهینه‌سازی می‌شوند، در این روش، یک پیوند بهینه‌سازی شده به سمت وبگاهی که نویسنده محتوا قصد ترویج آن را دارد، اشاره می‌کند. این پیوندها به الگوریتم‌های موتورهای جستجو می‌گوید که وبگاهی که به آن متصل شده‌ای، متصدی اصلی کلمه کلیدی است که به عنوان متن لنگری استفاده شده‌است. با این حال تغییر مسیرهای جدید الگوریتم گوگل پاندا ممکن است این متصدی را در رتبه‌بندی SERT بازتاب ندهد، زیرا این الگوریتم بر اساس نمرات کیفی تولید شده توسط سایت‌های متصل به متصدی می‌باشند.
- برای بازاریابان برخط
  - ترویج هم‌نشری وب برای بازاریابان برخط مهم می‌باشد، زیرا کاربران وب به صورت فزاینده ای در ارائهٔ اطلاعات شخصی شان برای اهداف بازاریابی (مثلاً برای ثبت نام در یک خبرنامه) احتیاط می‌کنند، در عوض با توانایی عضویت در یک «خوراک» این اطلاعات محفوظ می‌ماند.